# Arkoola
Arkoola — рід грибів родини Venturiaceae. Назва вперше опублікована 1986 року.

## Класифікація
До роду Arkoola відносять 1 вид:
- Arkoola nigra